# Presidente Epitácio
Presidente Epitácio là một đô thị ở bang São Paulo của Brasil. Đô thị này nằm ở vĩ độ 21º45'53" độ vĩ nam và kinh độ 52º06'19" độ vĩ tây, trên khu vực có độ cao 292,1481 m. Dân số năm 2004 ước tính là 40.000 người. Đô thị này có diện tích 1281,779 km².

## Thông tin nhân khẩu
Dữ liệu dân số theo điều tra dân số năm 2000
Tổng dân số: 39.298
- Urbana: 36.355
- Rural: 2.943
- Homens: 14.564
- Mulheres: 14.734

Mật độ dân số (người/km²): 30,66
Tỷ lệ tử vong trẻ sơ sinh dưới 1 tuổi (trên một triệu người): 22,24
Tuổi thọ bình quân (tuổi): 68,13
Tỷ lệ sinh (số trẻ trên mỗi bà mẹ): 2,08
Tỷ lệ biết đọc biết viết: 90,01%

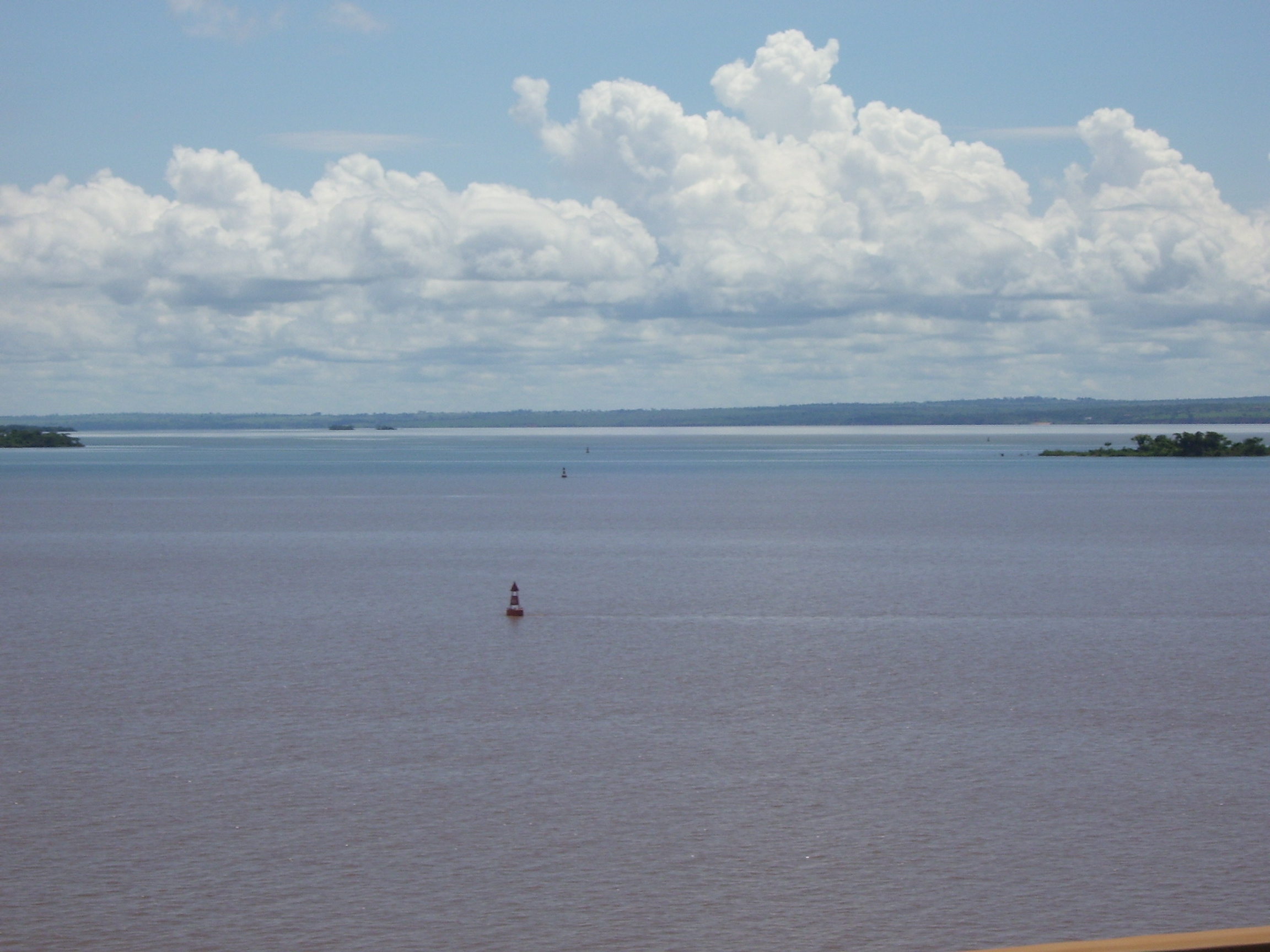
Sông Paraná em Presidente Epitácio

Chỉ số phát triển con người (HDI-M): 0,766
- Chỉ số phát triển con người - Thu nhập: 0,720Sông Paraná em Presidente Epitácio.
- Chỉ số phát triển con người - Tuổi thọ: 0,719
- Chỉ số phát triển con người - Giáo dục: 0,860

(Nguồn: IPEADATA)

### Sông ngòi
- Sông Paraná
- Terminal Intermodal Presidente Epitácio
- Sông Santo Anastácio
- Sông do Peixe

### Transporte
- Aeroporto de Presidente Epitácio (asfaltado)

### Các xa lộ
- SP-270
- Ponte Mauricio Joppert da Silva, que faz liganção entre o estado do Mato Grosso do Sul e o estado de São Paulo.